# Knoxville Cherokees
Die Knoxville Cherokees waren ein US-amerikanisches Eishockeyfranchise aus Knoxville, Tennessee. Die Knoxville Cherokees waren eines der fünf Gründungsteams der East Coast Hockey League. Die Spielstätte der Cherokees war das James White Civic Coliseum.

## Geschichte
Das Franchise wurde im Jahr 1988 gegründet und nahm seinen Spielbetrieb in der neugegründeten East Coast Hockey League auf. Cheftrainer wurde Pierre Hamel, der während seiner Karriere in der NHL spielte. Die Cherokees erreichten in ihrer Premierensaison 65 Punkte, womit sie den dritten Rang der Gruppe belegten und sich für die Play-offs qualifizieren konnten. In der ersten Runde unterlagen sie den Johnstown Chiefs bereits in vier Partien. In der darauffolgenden Spielzeit errangen die Cherokees nur 48 Punkte und verpassten die Playoffs. In der Spielzeit 1990/91 gelang den Cherokees die beste reguläre Saison der Franchise-Geschichte. Mit 97 Punkten gewannen sie die West Division und den Henry Brabham Cup, scheiterten aber erneut bereits in der ersten Playoff-Runde an den Louisville Icehawks. In den darauffolgenden zwei Jahren wurden die Playoffs verpasst. In den letzten vier Spielzeiten des Franchises gelang den Cherokees noch dreimal der Einzug in die Endrunde, wo sie jedoch nur 1995/96 die zweite Runde erreichen konnten. Im Jahr 1997 wurde das Franchise aufgelöst und nach Florence, South Carolina verlegt, wo ein neues Franchise unter dem Namen Pee Dee Pride gegründet wurde.

## Team-Rekorde

### Saisonrekorde
Tore: 63  Stan Drulia (1990–1991)
Assists: 93  Daniel Gauthier (1990–1991)
Punkte: 140  Stan Drulia (1990–1991)
Strafminuten: 443  Grant Chorney (1992–1993)

### Karriererekorde
Spiele: 262  Mike Murray
Tore: 123  Mike Murray
Assists: 164  Mike Murray
Punkte: 287  Mike Murray
Strafminuten: 768  Greg Batters

## Bekannte Spieler
- Mike Burman
- Garrett Burnett
- Devin Edgerton
- Kent Fearns
- Scott Gordon
- Sean Pronger
- Herberts Vasiļjevs
- Bob Wren